# Ädelskinn
Ädelskinn (Hyphoderma subclavigerum) är en svampart som beskrevs av K.H. Larss. & Hjortstam 1978. Ädelskinn ingår i släktet Hyphoderma och familjen Meruliaceae.  Arten är reproducerande i Sverige. Inga underarter finns listade i Catalogue of Life.